# Parosteodes plana
Parosteodes plana là một loài bướm đêm trong họ Geometridae.